# 카마엘
카마엘(Camael)은 크리스트교 전승에서 "신을 보는 자"이라는 뜻의 이름을 가진 대천사로써, 114만 4천 명의 능천사(能天使)를 거느리는 자, 또는 1만 2천 명의 「파멸천사」를 이끄는 자라고도 한다. 화요일의 수호천사(守護天使)라고도 전하고 있다. 성경에는 등장하지 않는다.

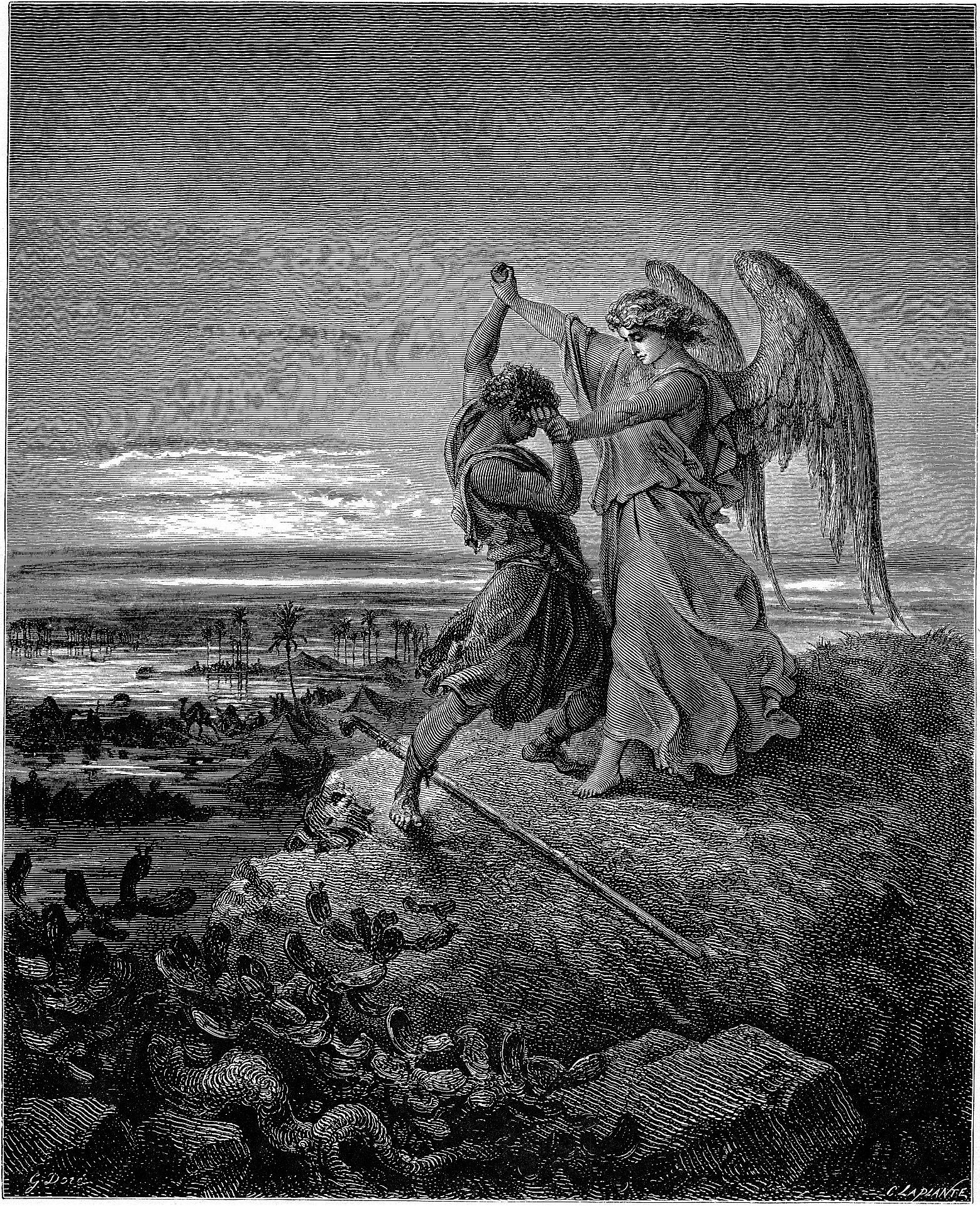
구스타프 도레(Gustave Doré)가 1855년에 그린 '천사와 씨름하는 야곱'(Jacob Wrestling with the Angel). 이 천사의 정체를 카마엘이라 보기도 한다.

전승에서는 크리스트교에서의 신의 힘을 상징하며, 신이 세운 정의를 전제로 신에 대적하는 모든 것을 가차없이 공격한다고 한다. 《창세기》 32장 24절~30절에 등장하는 야곱과 씨름을 한 천사가 카마엘이었다고도 하며, 겟세마네에서 예수의 고행을 도운 천사라고도 한다.
점성술과 관련해서는 화성과 관련이 있고, 전갈자리의 천사라고도 한다.
유대교 전승에서는 모세가 야훼로부터 율법을 받아오기 위해 하늘에 올라왔을 때 처음에는 천상의 문지기로써 모세를 막았지만, 모세의 위대함을 인정하고 문을 열어주었다고 한다. 
갈리아 및 켈트족의 사제 드루이드의 신화에서는 카마엘이 전투의 신으로 모셔졌다(드루이드는 천사에 대해 별로 언급하지 않는데, 카마엘만은 전투의 천사라고 분명하게 명기하고 있다).
주석 추가: 카마엘은 인류의 전쟁사에 관련한 천사로, 올바른 야훼(아브라함 계열 종교의 주신)의 종에는 복종하되, 야훼를 따르지 않는 이에게는 벌을 주는 카르마 중 전쟁 업에 관련한 천사이다. 
때문에 야훼의 굳센 종들에게는 Chemuel등 이름의 유사성으로 사랑과 자비의 천사이기도 한 이중성을 띄고 있다.
별칭 중 하나인 천국의 외과 의사라는 별명은 이 올바른 종이나 전쟁 군인의 수호천사로 나타나는 특성이며, 본질적으로는 전쟁과 화성을 주관하는 천사이기에 정의의 추와 칼 중 칼(게부라, 세피로트)를 상징한다. 게부라의 으뜸 천사이다.

## 참고 문헌
- 마노 다카야 저, 신은진 옮김 《판타지 라이브러리4 천사》 들녁, 2000년